# Le due città (film 1935)
Le due città (A Tale of Two Cities) è un film del 1935 diretto da Jack Conway, tratto dal romanzo Racconto di due città di Charles Dickens.

## Trama
In Inghilterra, poco prima dello scoppio della rivoluzione francese, la giovane Lucie Manette viene a sapere che il dottor Manette, il padre che lei credeva morto, è ancora vivo ma è rimasto per diciotto anni rinchiuso alla Bastiglia. Insieme al banchiere Barsad, Lucie si reca a Parigi, dove ritrova il padre, un uomo ormai distrutto. Manette, ora, frequenta i De Farge, dei tavernieri che lavorano segretamente per la rivoluzione. Sul bastimento che la riporta in Inghilterra, Lucie conosce e si innamora di Charles Darnay, un giovane pieno di ideali, nipote del vizioso marchese di Saint Evrémonde. Quando, all'arrivo, Darnay viene falsamente accusato di tradimento e arrestato, viene salvato dall'intervento di Sydney Carton, un avvocato alcolizzato e cinico, che - per Lucie, che lui segretamente ama - trova il modo di scagionare il rivale. Lucie e Darnay si sposano e Carton, pur se profondamente ferito nei suoi sentimenti, continua a proteggere la donna che ama e anche la bambina che nasce qualche tempo dopo dal matrimonio con Darnay.
Passano gli anni, la Francia è sconvolta dal regno del terrore. Gabelle, il vecchio tutore di Darnay, gli scrive chiedendo aiuto e l'uomo, fidando nella giustizia, parte per Parigi. Suo zio Saint Evrémonde è già stato giustiziato per i suoi crimini, ma il popolo - non ancora soddisfatto - chiede anche la testa di Darnay, la cui unica colpa è quella di essere l'ultimo degli Evrémonde. Il dottor Manette, che cerca di difenderlo, non può nulla dopo l'appassionato discorso accusatorio di madame De Farge, che era stata una delle vittime degli abusi e delle ingiustizie del marchese. Mentre Lucie attende rassegnata la morte del marito, Carton - conscio del pericolo che potrebbe colpire anche lei e la sua bambina - le fa fuggire da Parigi. Poi, approfittando della sua somiglianza con il condannato, fa uscire Darnay al posto suo. Lui, rimasto in prigione, conforta una sartina condannata e i due, la mattina seguente, affrontano insieme il patibolo.

## Produzione
Il film, prodotto dalla Metro-Goldwyn-Mayer (MGM) (controlled by Loew's Incorporated), venne girato negli studi della compagnia di Culver City al 10202 W. di Washington Blvd.

## Distribuzione
Distribuito dalla Metro-Goldwyn-Mayer (MGM) con il titolo originale A Tale of Two Cities, il film fu presentato in prima a New York il 15 dicembre 1935, uscendo nelle sale USA il giorno di Natale.